# ماستر شيف العرب
ماسترشيف العرب برنامج من نوع تلفزيون الواقع خاص بمجال الطبخ والذي يتيح المجال أمام هواة الطهي لدخول عالم الطهي و الطهاة العالميين.
لأول مرة تم إنتاج ماسترشيف العرب على مستوى الشرق الأوسط بواسطة شركة كريتيف ايدج. انطلقت أولى حلقات المسابقة في 17 شباط 2014 على شاشة القناة الأولى في التلفزيون السعودي. تم استخدام أضخم استديوهات شركة تيكوم في مدينة دبي للاستوديوهات لإنتاج ماسترشيف والذي يعتبر الأضخم في المنطقة حيث تبلغ مساحته حوالي 4.000 متر مربع.

## مراحل البرنامج
تنقسم مراحل برنامج ماسترشيف العرب إلى مرحلتين حيث يتم في المرحلة الأولى تصوير الحلقات واختيار 100 متسابق من بين كافة الذين تقدموا للبرنامج. في المرحلة الثانية يتم فرز 20 متسابق من أصل مئة متسابق، ومن ثم ترشيحهم للبدء في حلقات التنافسية من ماسترشيف الذي يبلغ عددها 23 حلقة مقسمة على مدى 13 أسبوع على التوالي.

## لجنة الحكام
يتكون فريق ماسترشيف العرب من ثلاثة حكام من أشهر الطهاة على نطاق العالم العربي وهم:
- الشيف حافظ كوهجي: مالك و مدير لمطعمه الخاص والدارس في أكثر من دولة ومنها (باريس، السعودية، الهند) ولديه خبرة أكثر من 24 سنة في مجال الطبخ و الإدارة.
- الشيف بدر فايز: الحاصل على بكالوريس الطهو عام 2005 من كلية فن الطبخ بجامعة جونسون آن ويلز في بروفيدنس رود آيلند، وماجستير تسويق عام 2008، بعد انتقاله إلى معهد الطبخ لوكوردون بلو في باريس، حيث زادت خبرته في المطبخ الفرنسي وعاد إلى جدة عام 2009 لبدء حياته العملية.
- الشيف ياسر جاد: مؤسس جمعية الطهاة السعوديين عام 2009 والدارس بمعهد «لو كوردون بلو» لفنون الطهي في مدينة باريس، والمسؤول عن قسم التموين الداخلي بالخطوط الجوية السعودية.

## المشتركين
| المشترك                               | العمر            | الوظيفة                              |
| ------------------------------------- | ---------------- | ------------------------------------ |
| بدر الشيخ - فائز بلقب ماستر شيف العرب | 22               | طالب في معهد لي كوردن بلو لوس انجلوس |
| دانية عجينة                           | 27               | إدارة الأعمال                        |
| ريم هندي                              | 37               | مصممة أزياء                          |
| ألفت فقيه                             | لم تفصح عن عمرها | ربة منزل                             |
| إخلاص جبرين                           | 27               | درست الطبخ                           |
| العنود الحربي                         | 26               | ممثلة                                |
| نوها عوض                              | 30               | ربة منزل                             |
| أفنان الجعدي                          | 27               | إدارة الأعمال                        |
| شذا الحسيني                           | 33               | مهندسة معمارية                       |
| نسرين برهوم                           | 34               | التحاليل الطبية                      |
| أسماء محمّد عبد الوهاب                 | 31               | طب البيطري                           |
| نادر الحكيم                           | 34               | مالك شركة خاصة للإنتاج               |
| أحمد مساوى                            | 36               | مجال الأعمال                         |
| عبد الحكيم باقبص                      | 24               | مهندس كيميائي                        |
| عبد العزيز سندي                       | لم يفصح عن عمره  | مجال الطبخ                           |
| عدنان عبد الله                        | 34               | مجال يعمل السكرتارية                 |
| نايف الشريف                           | 23               | طالب صيدلة                           |
| يوسف ديولي                            | 25               | مدير مستودع في إحدى الشركات          |
| محمد بكور                             | 20               | مجال الطبخ                           |